# 尹泰尉
尹泰尉（Pacino Wan），香港時裝設計師，曾被選為香港十大傑出設計師，被譽為亞洲‬Moschino。
尹泰尉於1987年在理工學院太古設計學院時裝設計系畢業。1989年於香港貿易發展局舉辦的「青年設計家創作表演賽」中取得全場總冠軍。1992年開設公司主力設計生產外銷時裝，其後創立自家品牌Pacino Wan 及童裝品牌mimimomo。1996年，尹泰尉以香港將於1997年回歸為靈感，創作「向女皇說再見」時裝系列，當中包含英國國旗及英女皇肖像等元素，成為澳洲Powerhouse Museum博物館展品。1996年10月，他以「全球50位最有前途設計師」被邀請參加德國IGEDO時裝展。1997年初嘗在尖沙咀開設第一家小店，及至2006年已擁有超過22間分銷點遍佈世界各地。其後在 2007年因個人理念轉變，結束多年業務。
2009年起投入教育界，教授時装設計及形象課程。曾任教於香港知專設計學院(HKDI)與澳門生產力促進中心，經其培育下的學生人才輩出。
2018年尹泰尉終於達成多年心願，開設自家衣學美容工作室，專心繼續硏究立體裁剪技術，AI人工智能繪圖技術及其發展。
2023年受聘為中南廣場美術顧問，開班教授各類美術繪畫與及AI人工智能繪畫培訓課程。

## 旗下品牌
- Pacino Wan
- Mimimomo

## 獎項
- 2008年被中國企業創新論壇頒發“企業創新優秀人物獎”。
- 2007年被名家雜誌選為“Asia 100 Creator”。
- 2006年被香港傳藝中心選為“Ten Best Designer”。
- 2003年被泰格豪雅頒發“Who's Who in Sports Fashion”大獎。
- 1998年被香港藝穗會頒予“City Light Award”表揚他對香港潮流文化的貢獻。
- 1996年以World Top 50 Talent被德國“Igedo Fair”邀請參展。
- 1989年贏得香港貿發局舉辦之“Young Designer Show”之全場總冠軍。
- 1986年贏得日本航空舉辦之“HK Young Designer Competition”之亞軍。

## 資料來源
- Pacino Wan 尹泰尉：充滿童心和玩味的時裝路
- 為客人添彩裝 時裝設計師尹泰尉 明報，2005年6月1日
- 尹泰尉最新系列展現都市生活形態 （页面存档备份，存于） 貿發網
- 2R演繹著名時裝設計師尹泰尉時裝作品
- 尹泰尉甜美造型速成法則